# Senna anthoxantha
Senna anthoxantha är en ärtväxtart som först beskrevs av René Paul Raymond Capuron, och fick sitt nu gällande namn av Du Puy och Raymond Rabevohitra. Senna anthoxantha ingår i släktet sennor, och familjen ärtväxter. Inga underarter finns listade i Catalogue of Life.